# Wojciech Karkusiewicz
Wojciech Jacek Karkusiewicz (ur. 19 lipca 1963 w Starachowicach) – polski strzelec sportowy, medalista mistrzostw Europy, olimpijczyk z Seulu 1988.
Zawodnik klubów Strzelec Świt Starachowice i Flota Gdynia w latach 1977-1996. Specjalista w strzelaniu do ruchomej tarczy. W latach 1980–1993 18-krotny mistrz Polski.
Indywidualny wicemistrz Europy w konkurencji strzelania do ruchomej tarczy 30+30 strzałów, 50 m indywidualnie z roku 1987, oraz dwukrotny brązowy medalista w strzelaniu do ruchomej tarczy 20+20 strzałów, 10 m – przebiegi mieszane w drużynie (partnerami byli:Jerzy Greszkiewicz, Zygmunt Bogdziewicz) z Budapesztu (1984) i z Warny (1985).
Na igrzyskach w Seulu wystartował w konkurencji strzelania z karabinka sportowego do ruchomej tarczy zajmując 15. miejsce.